# Fløibanen
Fløibanen est un funiculaire qui permet d'accéder au sommet du mont Fløyen à Bergen en Norvège. Ouvert le 15 janvier 1918, il effectue son parcours en 3 minutes et 20 secondes pour les trajets directs.

## Histoire
La plus grande attraction de Bergen fut évoquée par le parlementaire John Lund dès 1895. Les travaux commencèrent en 1914. Quatre générations de voitures sont passées sur ces rails, l'avant-dernière des années 1970, la dernière datant de l'automne 2002.

## Caractéristiques
Les deux voitures peuvent contenir, chacune, environ 80 passagers. Chacune porte un surnom. Blåmann (l'homme bleu) est bleu, et Rødhette (le petit chaperon rouge) est rouge. Ces surnoms ont été trouvés lors d'une compétition.
Les rails font 850 mètres de long et ont un écartement de 1 000 millimètres. Le dénivelé est de 300 mètres. Il y a, par ailleurs, qu'une voie, avec un évitement central type Abt.
Le trajet dure sept minutes avec arrêt à toutes les stations, et un peu plus de trois minutes pour les trajets directs. La vitesse varie entre 4 et 6 mètres par seconde, selon la demande.
- Vetrlidsalmenning Station de départ.
- Proms gate Station intermédiaire (caserne de Skansen).
- Fjellveien Station locale.
- (Boucle) Croisement des voitures.
- Skansemyren Station locale près du stade.
- (Point photo), La voiture stoppe quand l'autre atteint Proms gate (synchronisation).
- Fløien Station d'arrivée.

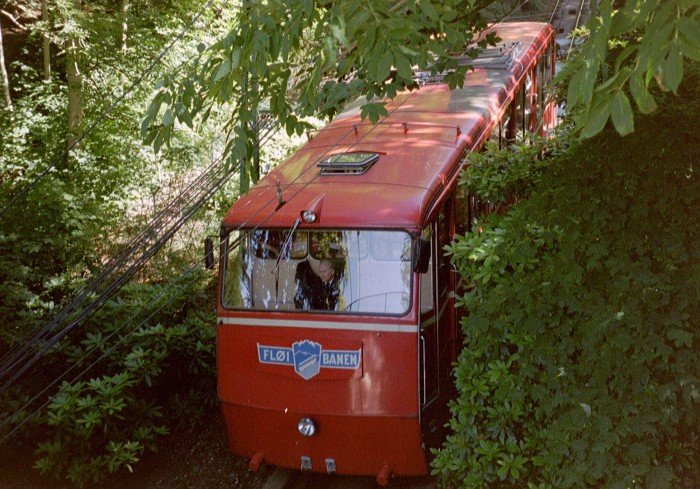
Funiculaire de Fløibanen en 1999.

Le service offre théoriquement un départ toutes les 30 minutes de l'ouverture à 10h, puis tous les quarts d'heure jusqu'à 20h30, puis de nouveau toutes les 30 minutes jusqu'à la fermeture. Tous les départs desservent les quatre stations excepté en été et les week-ends; ou les arrêts à ces endroits sont limités.
L'accès aux handicapés est possible aux deux stations terminales.